# سیفیلیوگ
سیفیلیوگ (به انگلیسی: Cyffylliog) یک منطقهٔ مسکونی در بریتانیا است که در دنبیشر واقع شده‌است.